# Bitwarden
 O Bitwarden é um gestor de senhas gratuito e de código aberto que armazena informações sensíveis - como credenciais de sítios Web - num cofre encriptado. O serviço está disponível em interface Web, aplicações de ambiente de trabalho, plug-ins de browser, aplicações móveis e interface de linha de comandos. O Bitwarden oferece um serviço alojado na nuvem e também tem a capacidade de implementar soluções de software no local.

## História
Após a aquisição do LastPass pela empresa LogMeIn, Kyle Spearrin, um software architect, procurou uma alternativa de código aberto a este último. Mas foi um fracasso, de acordo com o sítio Web Developpez.com: ‘’A sua pesquisa não teve êxito. Todos os gestores que conseguiu encontrar na Web eram proprietários e pagos. Outras soluções de código aberto, como o KeePass, também estão disponíveis, mas de acordo com Spearrin, este último não oferece a mesma facilidade de utilização que o Lastpass‘’.
Decidiu então criar o seu próprio gestor de palavras-passe. Para o fazer, lançou uma campanha de crowdfunding no Kickstarter e angariou 7016 dólares para desenvolver o seu software. Trabalhou todas as noites durante cerca de um ano.
Finalmente, em 10 de agosto de 2016, lançou a sua primeira versão para iOS e Android, uma extensão para os navegadores Chrome e Opera e um sítio Web. Em fevereiro de 2017, lançou uma extensão para o Firefox e, em janeiro de 2018, lançou a sua versão para o Safari.

## Características
- Código aberto.[1]
- Desbloqueio biometric.
- Sincronização na nuvem.
- Armazena itens como dados do utilizador (logins), notas seguras, cartões de crédito e identidades.
- Encriptação de ponta a ponta dos dados no cofre.
- Histórico para ver as palavras-passe anteriores.
- Partilha segura de itens do cofre com outros utilizadores Bitwarden.
- Preenchimento automático de informações de login para páginas da Web e outros aplicativos.[2]
- Gerador de palavras-passe.[3]
- Ferramenta de teste de força da senha.[4]
- Autenticação multi-fator através de aplicações de autenticação, e-mail, Duo,[5] YubiKey, e FIDO U2F.
- Anexos de ficheiros.[6]
- Armazenamento de chaves e gerador de código TOTP (Time-based One-time Password).
- Relatório de vazamento de dados e verificação de senha exposta via Have I Been Pwned?
- Aplicações multiplataforma.
- Servidor Bitwarden para hospedagem em seu próprio serviço on-premises.
- Aplicações multiplataforma.
- Servidor Bitwarden para alojamento em serviço próprio no local.
- Login com Single Sign-On.[7]